# Mathilda hendersoni
Mathilda hendersoni är en snäckart som beskrevs av Dall 1927. Mathilda hendersoni ingår i släktet Mathilda och familjen Mathildidae. Inga underarter finns listade i Catalogue of Life.